# Veaceslavka, Prîmorsk
Veaceslavka (în ucraineană Вячеславка) este localitatea de reședință a comunei Veaceslavka din raionul Prîmorsk, regiunea Zaporijjea, Ucraina.

## Demografie
Componența lingvistică a localității Veaceslavka
     Rusă (75,6%)
     Bulgară (19,47%)
     Ucraineană (4,92%)
Conform recensământului din 2001, majoritatea populației localității Veaceslavka era vorbitoare de rusă (75,6%), existând în minoritate și vorbitori de bulgară (19,47%) și ucraineană (4,92%).